# 隆尧县
隆尧县是河北省邢台市下辖的一个县。县人民政府驻隆尧镇。
隆尧县的前身是尧山县与隆平县。1947年，并尧山县与隆平县为隆尧县，治隆尧镇，属河北省邢台市。西部尧山县曾用名唐山县，民国14年（1925年），政府欲升京东唐山镇为唐山市，因邢台唐山县与唐山镇重名，故此又恢复尧山县旧名。尧山县在金朝时改唐山县，因避金睿宗完颜宗尧之讳。
尧山县得名于境内的尧山，据《尚书·舜典》，尧山为帝尧所封，也是纳虞舜之处 。尧山之北峰称宣务山，古称虚无山、大麓，成语”大麓弗迷“乃发生于此，《尚书·舜典》：纳于大麓﹐烈风雷雨弗迷。 

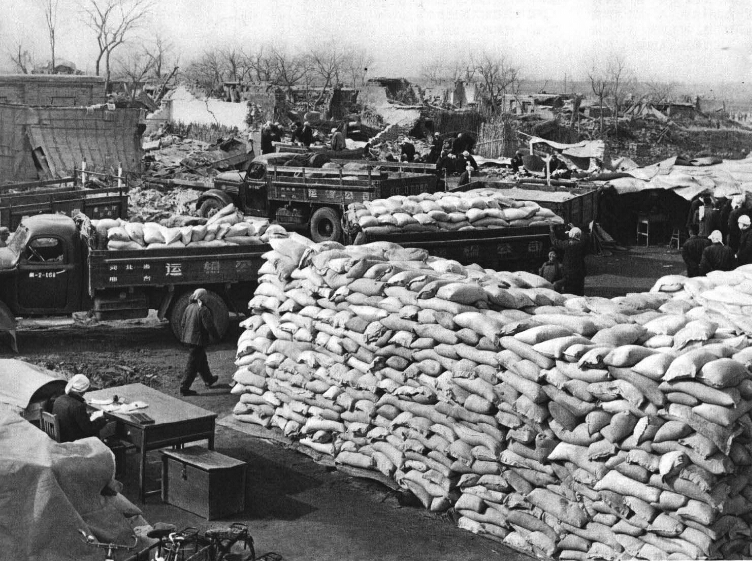
1966年地震赈灾

1966年3月8日，隆尧发生6.8级大地震，由于地震发生在人口稠密地带且大部分居民还没有醒来，致使地震造成较大的伤亡。
1966年3月9日，周恩来从北京乘飞机赶赴石家庄，于当晚8点登上南去的火车前往隆尧慰问灾区人民并了解灾情。

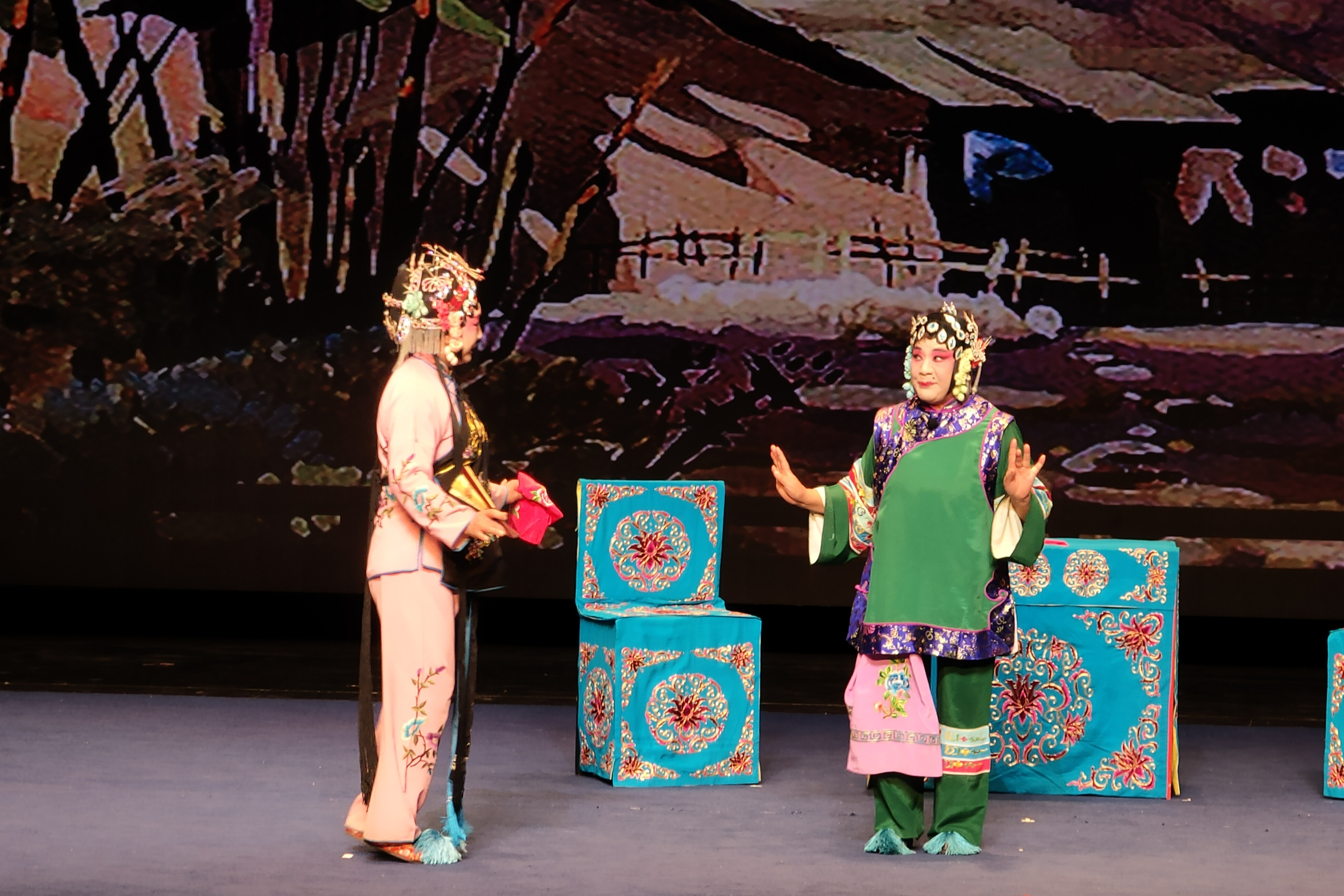
秧歌戏《借髢髢》，隆尧秧歌戏剧团演出。

## 行政区划
隆尧县下辖7个镇、5个乡：
隆尧镇、魏家庄镇、尹村镇、山口镇、莲子镇、固城镇、东良镇、北楼乡、双碑乡、牛家桥乡、千户营乡、大张庄乡和柳行农场。

## 人口
根據第七次全國人口普查數據，截至2020年11月1日零時，隆堯縣入住人口480447人，佔全市人口6.76％。全縣常住人口中，男性人口占比50.63%；女性人口占比49.37%。年齡構成方面，0—14歲人口占比24.31%，15—59歲人佔比56.36%，60歲及以上人口占比19.34%，65歲及以上人口占比13.76%。